# Куп Мађарске у фудбалу 1987/88.
Куп Мађарске у фудбалу 1987/88. (мађ. 1987–1988-as magyar labdarúgókupa) је било 48. издање серије, на којој је екипа Бекешчаба елере тријумфовала по 1. пут.

## Четвртфинале[3]
Четвртфиналне утакмице су игране по систему једна утакмица код куће и друга у гостима. Прва утакмица је играна 9. марта док је друга играна 23. марта 1988. године
| Тим #1                    | Резултат                 | Тим #2            |
| ------------------------- | ------------------------ | ----------------- |
| 9./23. марта 1988.        |                          |                   |
| Бекешчаба елере Спартакус | 3 : 2 (2 : 0, 1 : 2 про) | Волан Будимпешта  |
| 9./23. марта 1988.        |                          |                   |
| Видеотон                  | 2 : 4 (1 : 1, 1 : 3)     | Ђер Раба ЕТО      |
| 9./23. марта 1988.        |                          |                   |
| Солнок МАВ                | 2 : 1 (1 : 1, 1 : 0)     | Сомбатхељ халадаш |
| 9./23. марта 1988.        |                          |                   |
| ФК Хонвед                 | 1 : 2 (1 : 0, 1 : 1)     | ФК Вашаш          |

## Полуфинале
Полуфиналне утакмице су игране по систему једна утакмица код куће и друга у гостима. Термини утакмица између Солнока и Бекешчабе су били 13. април и 25. мај а термини Хонведа и Ђера 24. мај и 8. јун.
| Тим #1                    | Резултат              | Тим #2                    |
| ------------------------- | --------------------- | ------------------------- |
| 13. април и 25. мај 1988. |                       |                           |
| Солнок МАВ                | 2 : 4 (1 : 2, 1 : 2 ) | Бекешчаба елере Спартакус |
| 24. мај и 8 јун 1988.     |                       |                           |
| ФК Хонвед                 | 3 : 1 (2 : 1, 1 : 0)  | Ђер Раба ЕТО              |

## Финале
| Бекешчаба елере Спартакус                                  | 3 : 2    | ФК Хонвед                                        |
| ---------------------------------------------------------- | -------- | ------------------------------------------------ |
| Иштван Чернуш 60’ · Тибор Груборович 69’ · Шандор Чато 80’ | Извештај | Иштван Гуљаш 8’ (а.г.) · Ласло Ђимеши 74’ (пен.) |